# Vladimír Hanáček
Vladimír Hanáček (* 28. ledna 1987 Písek) je český politolog, vysokoškolský pedagog a regionální politik. Vyučuje politologii na katedře společenských věd Pedagogické fakulty Jihočeské univerzity v Českých Budějovicích.

## Život
Narodil se v Písku, ale od dětství žije ve Strakonicích. Absolvoval Gymnázium Strakonice a následně bakalářský obor politologie a navazující magisterský obor Politické teorie a současné dějiny na Ústavu politologie Filozofické fakulty univerzity Karlovy v Praze. Na témže ústavu získal taktéž titul Ph.D., když zde roku 2019 obhájil disertační práci na téma Institucionalizace českého stranického systému po roce 2002. Od roku 2011 vyučuje politologii jako externista na Vyšší odborné škole publicistiky v Praze. V letech 2014–2017 byl poradcem ministra zemědělství ČR pro oblast mezinárodních vztahů a smluv. Spolupracoval též s Nadací Konrada Adenauera při organizaci vzdělávacích akcí a také s think-thankem Evropské hodnoty při realizaci vzdělávacího projektu na středních školách v Jihočeském kraji. V roce 2019 spolupracoval s organizací Post Bellum na realizaci projektu Paměť národa v Jihočeském kraji. Od roku 2021 působí na katedře společenských věd Pedagogické fakulty Jihočeské univerzity v Českých Budějovicích. Spolupracuje i s Evropskou akademií pro demokracii.[zdroj?]

## Akademické působení
Ve své odborné práci se zaměřuje především na problematiku politických stran a stranických systémů, politické systémy postkomunistických zemí a české a polské politické myšlení. Je autorem či spoluautorem několika odborných textů, např. monografie Demokracie a aktivní občanství (2023), článku The European People's Party and Human Rights ve sborníku Unity in Adversity: Immigration, Minorities and Religion in Europe (2017) či příspěvku Volební koalice ve stranickém systému – možnosti typologického určení v České republice po volbách 2021 (2022). V rámci svého politologického působení je častým[zdroj?] hostem v mediích, kde komentuje politické dění.

## Politické působení
Je členem KDU-ČSL a členem jejího krajského výboru v Jihočeském kraji. V letech 2015–2017 byl předsedou mládežnické organizace Mladí lidovci a předtím v letech 2013–2015 místopředsedou. V letech 2019–2022 byl členem finančního výboru města Strakonice a mezi lety 2021-2025 členem dozorčí rady krajem vlastněné společnosti Jihočeské letiště České Budějovice a.s., provozovatele Letiště České Budějovice. Od roku 2015 je také předsedou okresní organizace KDU-ČSL ve Strakonicích.

## Názory
Je zastáncem spolupráce zemí Visegrádské čtyřky, která má smysl především tam, kde státy sdílejí společné zájmy.